# Volksgruppenführer
Volksgruppenführer waren in der Zeit des Nationalsozialismus die anerkannten Politischen Leiter der außerhalb der Grenzen des Deutschen Reichs (1933 bis 1945) lebenden Menschen deutscher Volkszugehörigkeit mit fremder Staatsangehörigkeit:, darunter Rumäniendeutsche (550.000 „Volksdeutsche“ im Jahr 1944), Jugoslawiendeutsche (500.000 im Jahr 1931), Ungarndeutsche (465.000 im Jahr 1941), Karpatendeutsche (126.000 im Jahr 1930), in Südtirol (200.000 im Jahr 1939) und Dänemark (30.000 nach 1920).
Die Verwendung des Ausdrucks „Volksgruppenführer“ im heutigen deutschen Sprachgebrauch hat keinen zwingenden nationalsozialistischen Nachklang und bezeichnet allgemein ethnopolitische Spitzenvertreter von Volksgruppen.

## Organisation und Status

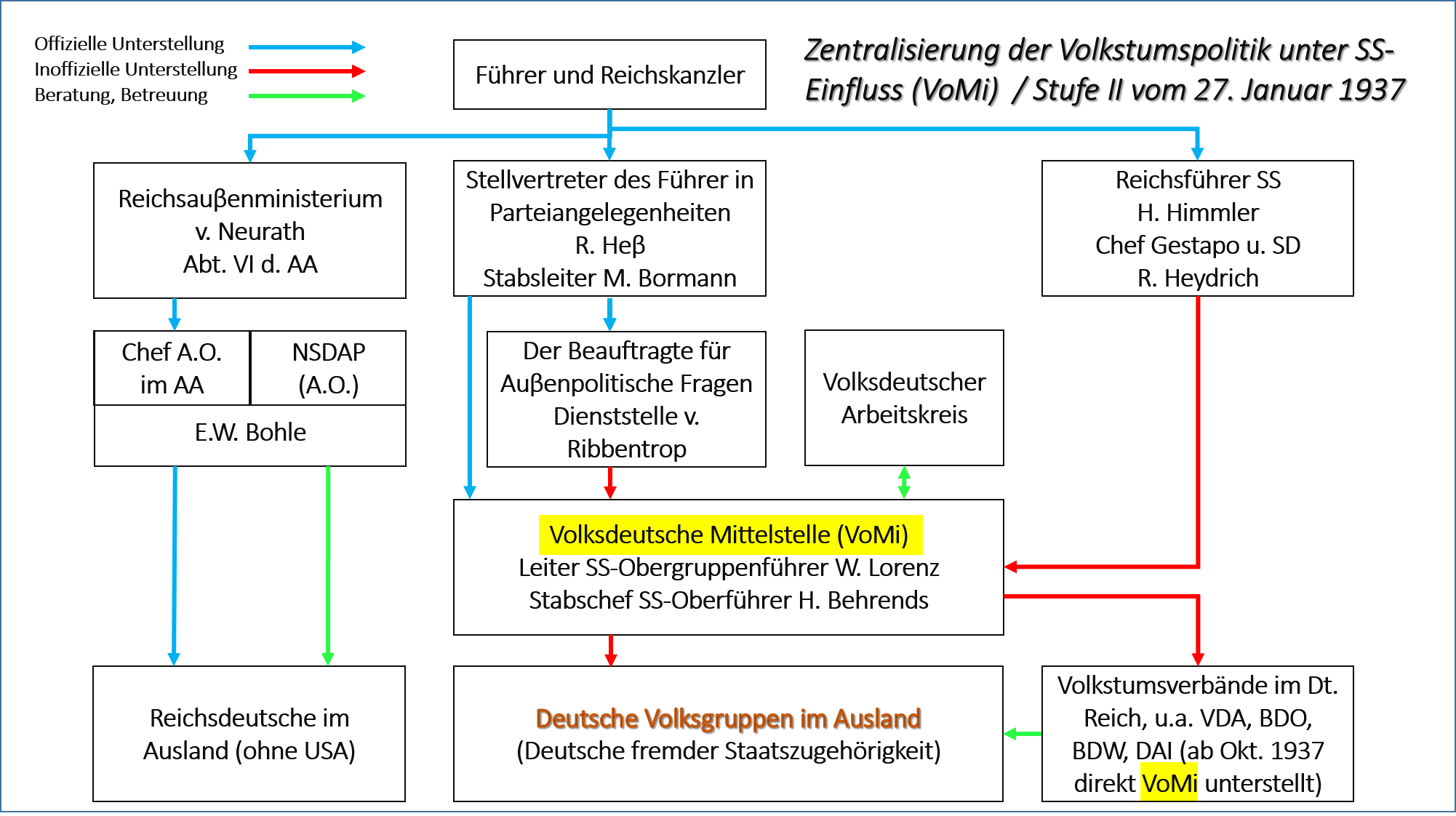
Zentralisierung der Volkstumspolitik unter SS-Einfluss (VoMi) – Stufe II vom 27. Januar 1937

Die Volksdeutsche Mittelstelle (VoMi), geleitet von SS-Obergruppenführer Werner Lorenz, wurde ursprünglich 1936 als Instrument nationalsozialistischer Außenpolitik ins Leben gerufen. Das Ziel der Organisation war, die „Volksdeutschen“ im Ausland finanziell und politisch zu unterstützen und gleichzeitig für die NS-Volkstumspolitik zu instrumentalisieren, zusammen mit der Ernennung nationalsozialistisch orientierter „Volksgruppenführer“, die oftmals im Geiste des Nationalsozialismus und der SS in Deutschland geschult waren. Den „Volksgruppenführungen“ oblag auch die Jugendarbeit. Das Bestreben der VoMi war es, auf Basis des „Führerprinzips“ und der „Volksgemeinschaft“ durch „Gleichschaltung“ der Institutionen der Deutschen Volksgruppe im jeweiligen Gastgeberland solche „Volksgruppenführer“ aufzubauen und durchzusetzen, die einerseits den Anordnungen der VoMi und des Außenamtes gegenüber gefügig waren, anderseits aber in ihrer minderheitlichen „völkischen“ Politik ihre mit dem Deutschen Reich oft verbündeten Heimatstaaten nicht brüskierten oder verärgerten. In diesem Sinne wurden auch sämtliche Hilfsorganisationen gleichgeschaltet, die bis dahin mit Auslandsdeutschen zusammengearbeitet hatten. Bis 1942 baute der Reichsführer SS Heinrich Himmler, nun auch Reichskommissar für die Festigung deutschen Volkstums, die VoMi zu einem SS-Hauptamt aus, dem ab September neben der Volkstumspolitik, der Betreuung der Deutschen Volksliste, der Absiedlung, dem Transport und der Versorgung von Umsiedlern nun auch offiziell die „Führung der deutschen Volksgruppen mit fremder Staatsangehörigkeit“ zufiel. Die deutschen Volksgruppen verloren damit ihre Eigenständigkeit und gerieten unter das Kommando reichsdeutscher nationalsozialistischer Amtswalter.
Die Regierungen der mit dem Deutschen Reich verbündeten oder von ihm abhängigen Länder sahen sich schon aus Gründen des Selbsterhalts zu einer weitgehenden Kollaboration gezwungen. Die VoMi sicherte die Existenz der Volksgruppen, indem sie im Staatsleben dieser Nationen den Volksgruppen und ihrer Führung vielfach eigene Rechtspersönlichkeiten schuf. „Da“, so das Grenz- und Auslandsamt der HJ-Führung, „der deutsche Mensch seine Kräfte und Fähigkeiten nur unter einer deutschen Führung entfalten“ könne, und „alles das, was deutsch [sei] im Menschen, nur im Schutz und in der Geborgenheit des Deutschen Reiches zur völligen Entwicklung“ kommen könne, habe die „Führung des Reichs ihn [den Volksdeutschen] in ihre Obhut genommen“ und „alle Mühe“ darauf verwandt, „die stärksten und schönsten Eigenschaften des deutschen Menschen in jeder erdenklichen Weise zu festigen und zu fördern“. Dies sei geglückt, denn „heute“ [1941] „verfüge das Volksdeutschtum in Europa über sechs straff ausgerichtete Volksgruppen unter Führung ihrer Volksgruppenführer“.

## Amtsträger

### In Rumänien
- Wolfram Bruckner folgte Fritz Fabritius von der „Deutschen Volksgemeinschaft in Rumänien“ im November 1939 bis September 1940 ad interim als Landesobmann. Er wurde im Dezember 1939 von der VoMi als „Volksgruppenführer“ der neubenannten „Deutschen Volksgruppe in Rumänien“ (DViR) eingesetzt.[13][14]

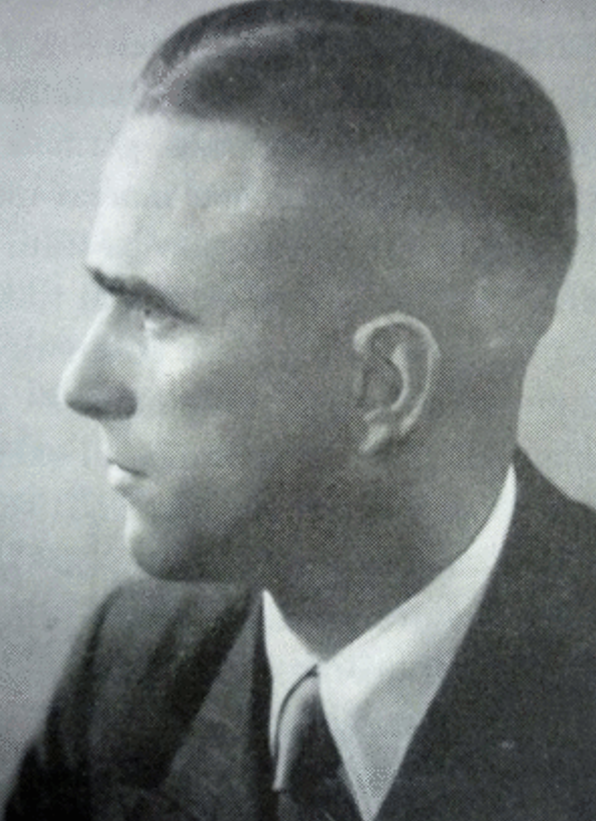
Andreas Schmidt

- Andreas Schmidt, Volksgruppenführer der „Deutschen Volksgruppe in Rumänien“ vom 27. September 1940 bis Herbst 1944, SS-Hauptsturmführer
  - Der Leiter der VoMi Werner Lorenz ernannte Schmidt am 27. September 1940 in Brașov[15] zum „Volksgruppenführer“.[16][Anmerkung 1] Die NSDAP der Deutschen Volksgruppe in Rumänien (NSDAP der DViR) war am 20. November 1940 auf Druck des Deutschen Reiches per Dekretgesetz Nr. 830 von der faschistischen Regierung Rumäniens unter Ion Antonescu als juristische Person öffentlichen Rechtes anerkannt und zum „alleinigen Willensträger der Deutschen Volksgruppe in Rumänien“ bestimmt. Sie arbeitete im Rahmen des nationalen rumänischen Legionärstaates.[17] Die einigermaßen selbständige Politik seiner Vorgänger wandelte sich nun in eine radikale Militarisierung aller Lebensbereiche der deutschen Minderheit.[18] Dabei erwies sich Schmidt als reiner Karrierist und war bereit jegliche Befehle der übergeordneten Stellen im Deutschen Reich auszuführen, auch wenn diese mit Risiken und Nachteilen für die deutsche Minderheit verbunden waren.[16] Obwohl Schmidt sich mehr mit dem Deutschen Reich und der SS identifizierte als alle anderen „Volksgruppenführer“ Südosteuropas trat er doch erst Anfang 1945 förmlich als SS-Hauptsturmführer bei.[19] Schmidt wurde 1945 verhaftet und verstarb im Frühjahr 1948 in sowjetischer Kriegsgefangenschaft unter ungeklärten Umständen im Lager „1 Kapitalnaia“ in Workuta, Republik Komi.[20][Anmerkung 2]

### In Serbien

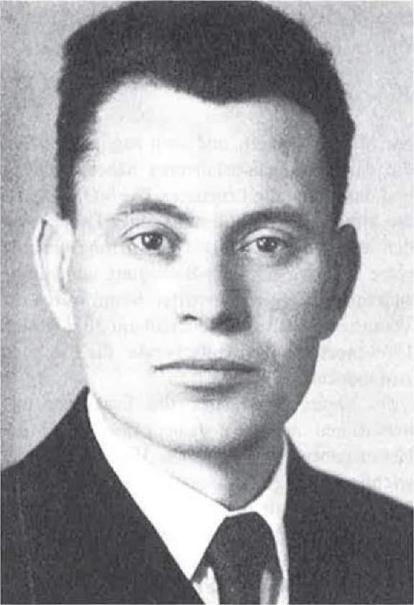
Josef Janko

- Josef Janko, Volksgruppenführer der Deutschen Volksgruppe im Banat (Vojvodina) und Serbien ab April 1941 bis 1944, SS-Obersturmführer[21]
  - Janko wurde im Mai 1939 auf Druck der VoMi und des Vereins für Deutsche Kulturbeziehungen im Ausland (VDA) zum Bundesobmann des Schwäbisch-Deutschen Kulturbundes gewählt und nannte sich nach kurzer Zeit im Amt bereits „Volksgruppenführer“. Nach dem Zusammenbruch Jugoslawiens im April 1941 wurde Janko von der VoMi offiziell zum „Volksgruppenführer der Deutschen Volksgruppe im Banat und Serbien“ ernannt[22] und die „Volksgruppe“ mit Verordnung der Regierung unter Ministerpräsident Milan Nedić vom 19. Juli 1941 als juristische Person des öffentlichen Rechts erklärt.[23] In dieser Funktion ordnete Janko im März 1942 die Wehrpflicht für alle „volksdeutschen“ Männer vom 17. bis zum 50. Lebensjahr zum Dienst in der 7. SS-Freiwilligen-Gebirgs-Division „Prinz Eugen“ unter Brigadeführer Artur Phleps an[24] und stellte die Nichtbefolgung dieses Befehls unter „strengste Strafe“.[25]
  - Nach dem Umschwenken Rumäniens auf die Seite der Sowjetunion am 23. August 1944 rückte die Rote Armee nun auch auf Serbien vor. Jankos Plan zur Evakuierung der deutschen Volksgruppe vom 2. September 1944 (Ausweichen aus dem voraussichtlichen Kampfgebiet) wurde vom SS-Gruppenführer und Generalleutnant der Polizei Hermann Behrends unter Berufung auf einen Geheimen Führerbefehl[26] untersagt; erst am 1. Oktober gab Behrends seine Zustimmung. Janko konnte sich mit militärischen Einheiten über eine bei Aradac liegende Brücke über die Theiß in die Batschka absetzen.[27] Der nach dem Einmarsch der Roten Armee und der nachrückenden Partisaneneinheiten in der Vojvodina verbleibende Teil der deutschen Bevölkerung war in der Folge Massenerschießungen, Verhaftungen, Misshandlungen, Plünderungen, Vergewaltigungen und Zwangsarbeit ausgeliefert.[28] Zum Ende des Krieges begab sich Janko in die Obersteiermark. Er wurde verhaftet und im Lager Wolfsberg in der Britischen Besatzungszone (Kärnten) interniert. Mit einem Pass des Roten Kreuzes konnte er nach Argentinien flüchten.[29] Er arbeitete als Jurist in Villa General Belgrano, nebenbei veröffentlichte er Bücher; bekleidete aber nach dem Krieg keine Ämter mehr.[30]

### In Kroatien
- Branimir Altgayer, Volksgruppenführer der Deutschen Volksgruppe in Kroatien ab 1941, SS-Sturmbannführer[31] Branimir Altgayer

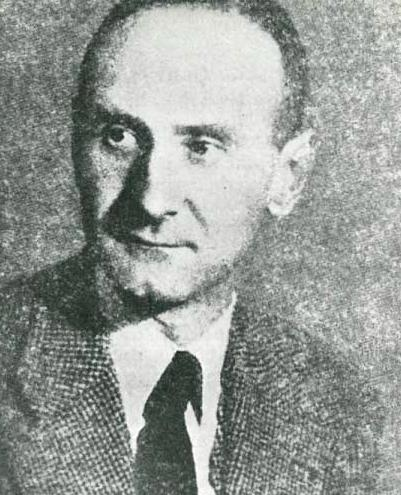
Branimir Altgayer

  - Nach der deutschen Besetzung und Aufteilung Jugoslawiens entsandte Josef Janko als Repräsentanten für die deutschen Volksgruppen Branimir Altgayer nach Kroatien, Josef Meier nach Slawonien und Sepp Redinger nach Syrmien und Bosnien. Alle drei hatten die provisorischen Regierungen ihrer jeweiligen Gebiete über ihre Volksgruppenführerschaft informiert und trafen sich im April 1941 in Osijek.
  - Ante Pavelić war ab dem 17. April 1941 „Staatsführer“ des faschistischen Unabhängigen Staates Kroatien. Bereits am 15. April hatte er der deutschen Minderheit privilegierte Rechte per Gesetz zugesagt. Pavelić empfing am 21. April Meier und Redinger in Zagreb, wo die beiden durch interne Streitigkeiten über Befugnisse und Jurisdiktion auffielen, bei denen Pavelić nur auf die VoMi verweisen konnte. Die VoMi informierte Altgayer bei seinem Besuch in Berlin, dass Meier und Redinger ins Reich zurückberufen werden würden und ernannte Altgayer zum „Volksgruppenführer“ aller Deutschen innerhalb des Kroatischen Staates.[32] Mit der rechtlichen Stellung und den Befugnissen eines Staatskommissars[33] respektive eines Staatsdirektors (1941, ab 1943 Staatssekretär) ausgestattet[34] vertrat er die Interessen der ihm nun unterstehenden deutschen Volksgruppe vor der kroatischen Regierung. Sein Geschäftskreis war denkbar umfassend definiert, ebenso großzügig gefasst war das Verordnungsrecht im Rahmen der Gesetze, das ihm für die inneren Angelegenheiten der Volksgruppe zustand.[33][Anmerkung 3]
  - Nach dem Vorbild des Deutschen Reichs wurde bald eine straff organisierte politische Einheit der deutschen Volksgruppe erzielt, die schließlich als zentralistisch geführte paramilitärische Organisation in der Nationalsozialistischen Deutschen Gefolgschaft in Kroatien (NSDGK) zusammengefasst wurde. Die Einsatzstaffel der Deutschen Mannschaft wurde ursprünglich aus den Bürgerwehren der einzelnen Orte nach dem Vorbild der SS zusammengestellt.[35] Die VoMi hatte ihre Probleme mit Altgayer, da er dank seines Renommees in der kroatischen Führung und der deutschen Minderheit zunehmend die Instruktionen der VoMi außer Acht ließ, besonders wenn er glaubte, dass die Forderungen des Reiches nicht im besten Interesse „seiner“ Volksdeutschen waren.[36] Am 19. Mai rückte Altgayer in die Waffen-SS ein und übergab die Geschäfte seinem Stellvertreter, Großgespann Jakob Ellicker. Am 13. Juni wurde er im Rang eines SS-Sturmbannführers[31] zum Einsatz als Beobachter[37] an der Ostfront verabschiedet und kehrte am 20. August „auf höhere Weisung“ zurück, um die Position des „Volksgruppenführers“ wieder einzunehmen.[38] Hier ordnete er die Generalmobilisierung der deutschen Volksgruppe an.[37] Nach dem Zweiten Weltkrieg wurde Altgayer im Lager Wolfsberg (Britische Besatzungszone Kärnten) interniert und an Jugoslawien ausgeliefert, im Januar 1950 in Zagreb wegen „Verbrechen gegen Volk und Staat“ zum Tode verurteilt und am 15. Mai 1950 hingerichtet.[39] Stellvertreter Altgayers war von 1941 bis 1945 Anton Lehmann.[40]
- Hauptsturmführer der Waffen-SS Jakob Lichtenberger wurde vom SS-Personalhauptamt[41] während eines Fronteinsatzes Altgayers für die Zeit vom 11. November 1944 bis 1. Februar 1945 zum „Volksgruppenführer in Kroatien“ ernannt.[42]
  - 1945 floh Lichtenberger von Kroatien nach Pforzheim in Deutschland[42] und betätigte sich als Lehrer[43] sowie beim „Südostdeutschen Kulturwerk“ in München.[42] 1974 verließ er Deutschland nach Brasilien.[44][45] 2005 verstarb Lichtenberger in Deutschland.[46]

### In Slowenien

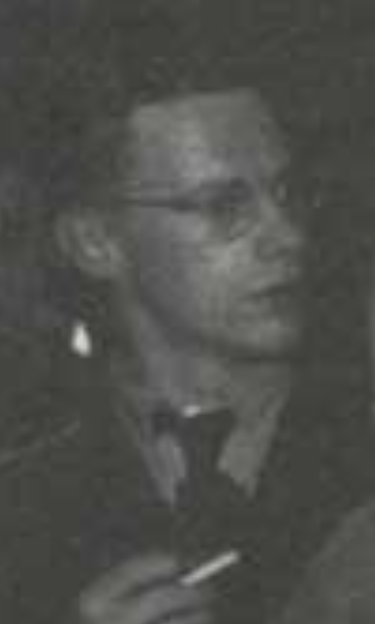
Wilhelm Lampeter

Die politische Interessenvertretung der 12.000 Menschen starken deutschen Volksgruppe der Gottscheer in der deutschen Sprachinsel Gottscheer Land formte sich bereits in den 1920er Jahren und war keine öffentliche Einrichtung, die durch Wahlen oder Berufung zustande gekommen war, sondern wurde von dem Rechtsanwalt Hans Arko und dem Pfarrer Josef Eppich geleitet, auf die man kraft ihrer Persönlichkeit „allgemein hörte“ und die vorübergehend auch amtliche Funktionen ausübten. Im November 1938 erhielt Arko von der „Arbeitsstelle Gottschee im VDA, Berlin“, die Mitteilung, er sei als „Volksgruppenführer“ abgesetzt. In der Folge formierte sich ein dreiköpfiges Gremium, bestehend aus Josef Schober, Wilhelm Lampeter und Martin Sturm, die sich der nationalsozialistischen Idee angeschlossen hatten. Schober übernahm den Vorsitz und wurde künftig als „Volksgruppenführer“ bezeichnet. Schober, Lampeter und Sturm trafen sich in der zweiten Maihälfte 1941 mit SS-Brigadeführer Ulrich Greifelt sowie Dienststellenleitern des „Reichskommissars für die Festigung deutschen Volkstums“ in Berlin, wo sie darauf verwiesen, dass ein Volksgruppenführungsstab bereits aus eigener Initiative aufgestellt war. Mit der am 1. Oktober 1941 in Kraft tretenden Vereinbarung zwischen Adolf Hitler und Benito Mussolini wurde die Umsiedlung der Gottscheer in das nach Absiedelung von 37.000 Slowenen „ethnisch bereinigte“ „Ranner Dreieck“ in der historischen Region Untersteiermark im Deutschen Reich beschlossen. Die „Gottscheer Mannschaft“ mit ihrer unter SS-Sturmbannführer Lampeter in jedes Dorf reichenden Organisation übernahm die Aufgabe, die Umsiedlung flächendeckend umzusetzen.
In der vorliegenden Literatur wird Lampeter als der eigentliche „starke Mann“ der Volksgruppenführung beschrieben, über Josef Schobers weiteren Verbleib gibt sie wenig Auskunft. Lampeter wurde nach seiner Beschwerde bei Himmler über die am Zielort der Umsiedlung vorgefundenen katastrophalen Zustände im Februar 1942 degradiert und die Volksgruppenführung abgesetzt. Lampeter nennt Heinrich Hönigmann, Petsche und Maurin, die an ihre Stelle gesetzt wurden. Er diente darauf ab dem 30. Juni 1942 bei der Waffen-SS an verschiedenen Kriegsschauplätzen und wurde letztendlich Anfang 1945 vom Leiter des SS-Hauptamtes Gottlob Berger zum Aufbau des Volkssturms im Ansiedlungsgebiet der Gottscheer in Rann abkommandiert. Zum Ende des Krieges gelangte er in die Sowjetische Besatzungszone nach Hainichen. In der Deutschen Demokratischen Republik erhielt er Professuren an verschiedenen Universitäten.

### In Ungarn

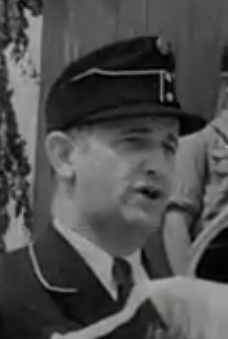
Franz Anton Basch

- Franz Anton Basch, Volksgruppenführer der Deutschen Volksgruppe in Ungarn von 1940 bis Ende 1944
  - Unter dem christlich-national eingestellten Jakob Bleyer, dem ungarischen Minister für nationale Minderheiten von 1919 bis 1920,[61] entwickelte sich Basch bald zu einer der führenden Persönlichkeiten der Ungarndeutschen. Im Gegensatz zur versöhnlichen und kulturelle Ziele verfolgenden Politik Bleyers verfolgte Basch mit der politischen und finanziellen Unterstützung des Deutschen Reiches die völlige politische Autonomie der Ungarndeutschen, den Pangermanismus. Der Erste Wiener Schiedsspruch von 1938 erzwang diese Autonomie.[62]
  - Nach dem Zweiten Wiener Schiedsspruch von 1940 ernannte ihn Hitler zum „Volksgruppenführer“, womit er der VoMi unterstellt war.[63] Zwar hatte Basch bereits im November 1938 den Volksbund der Deutschen in Ungarn gegründet,[64] in dem er die deutsche Minderheit nach dem Muster der NSDAP als autonomen Staat innerhalb des Königreichs Ungarn organisierte,[62] jedoch galt sein Verhältnis zu Berlin als schwierig.[63][Anmerkung 5] Seit dem Kriegseintritt Ungarns 1941, als Rekrutierungen von „Freiwilligen“ zur Waffen-SS unter den „Volksdeutschen“ von der ungarischen Regierung zugelassen wurden (Basch hatte sich 1940 noch widersetzt),[65] bemühte sich die ungarische Regierung bis zur Besetzung Ungarns durch deutsche Truppen im März 1944 die Rechte der deutschen Minderheit zu beschränken.[66] Die Wehrmacht nutzte die „Deutsche Mannschaft“, eine dem „Volksgruppenführer“ unterstehende paramilitärische Organisation für den „Heimatschutz“, als provinzielles Hilfsinstrument bei der Besatzung Ungarns.[67]
  - Baschs Politik rief unter den Ungarn Verbitterung hervor[68] und trug mit zur Zwangsaussiedlung von Volksdeutschen nach 1945 bei.[62] Er lehnte in der Endphase des Krieges eine sichere Zuflucht in Österreich ab und wurde auf ungarisches Verlangen als Kriegsverbrecher ausgeliefert.[63] Für seine politische Tätigkeit wurde Basch zum Tode verurteilt und im April 1946 hingerichtet.[69]

### In Südtirol

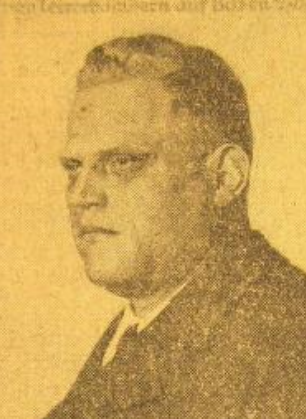
Peter Hofer

- Peter Hofer, Volksgruppenführer der deutschsprachigen Südtiroler von September 1943 bis 2. Dezember 1943
  - Unter Hofers Leitung organisierte die Nachfolgeorganisation des Völkischen Kampfrings Südtirols, die Arbeitsgemeinschaft der Optanten für Deutschland (AdO) in der Option in Südtirol die Umsiedlung der Südtiroler „Volksdeutschen“ „heim ins Reich“.[70] Der Reichsführung in Berlin gegenüber trat Hofer als „Volksgruppenführer“ auf und wurde auch von weiten Kreisen der Optanten als solcher betrachtet.[71][Anmerkung 6]
  - Nachdem im September 1943 die Wehrmacht Südtirol besetzt und die Operationszone Alpenvorland errichtet hatte, wurde die AdO aufgelöst und in „Deutsche Volksgruppe Südtirol“ umbenannt, womit sie für 20 Monate die einzige zugelassene politische Bewegung war.[72] Ihr Leiter war der nun offizielle „Volksgruppenführer“ Peter Hofer, der dem Stabshauptamt des Reichskommissars für die Festigung deutschen Volkstums unter der Leitung von SS-Obergruppenführer Ulrich Greifelt direkt unterstand.[73][Anmerkung 7] Am 21. September 1943 ernannt ihn der Oberste Kommissar der Operationszone, Franz Hofer, zum Präfekten der Provinz Bozen. Im Dezember 1943 wurde Peter Hofer in Bozen während einer Inspektionsfahrt durch eine Fliegerbombe getötet. Am selben Tag wurde in Bozen sein Nachfolger Karl Tinzl zum Präfekten ernannt,[72] jedoch blieb der Posten des „Volksgruppenführers“ in der Folge vakant.[74]

### In der Slowakei

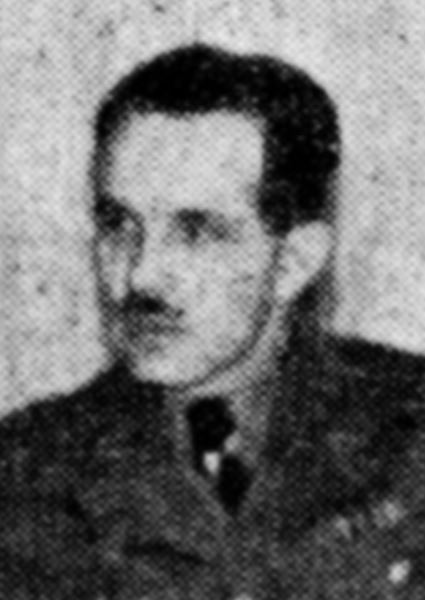
Franz Karmasin, 1941

- Franz Karmasin, seit März 1940 Volksgruppenführer der Deutschen Volksgruppe in der Slowakei, SS-Sturmbannführer[75]
  - 1937 war Karmasin Stellvertreter der von Konrad Henlein geleiteten Sudetendeutschen Partei.[76] Die Slowakei erkannte 1938 ihre deutsche Volksgruppe rechtlich an. Ihr stand Karmasin auch als Vorsitzender der Deutschen Partei vor. Der Hauptmann der slowakischen Armee[77] bekleidete in der slowakischen Verwaltung die Position eines Staatssekretärs,[78] zu dem ihn der kurz darauf als Staatspräsident des Slowakischen Staates ins Amt gekommene Jozef Tiso ernannte.[79] Karmasin war organisatorisch an Deportationen von slowakischen Juden beteiligt[80][81] sowie an der Säuberung der deutschen Minderheit von „rassisch minderwertigen und asozialen Elementen“.[79] Am 1. September 1943 wurde Karmasin – auf Anliegen Tisos bei Himmler – zum Hauptsturmführer der Waffen-SS ernannt und warb unter den „Volksdeutschen“ für den Eintritt in die Waffen-SS.[75]
  - Nach Ende des Krieges floh er über Österreich nach Deutschland,[79] wo er Geschäftsführer des Witikobundes sowie Mitglied des Sudetendeutschen Rates und der Bundesversammlung der Sudetendeutschen Landsmannschaft war.[82] Bereits 1947 war Franz Karmasin in der Tschechoslowakei in Abwesenheit zum Tode verurteilt worden; die deutsche Regierung verweigerte jedoch seine von der Prager Regierung geforderte Auslieferung. Er verstarb 1970 in Steinebach am Wörthsee.[83][84]

### In Dänemark

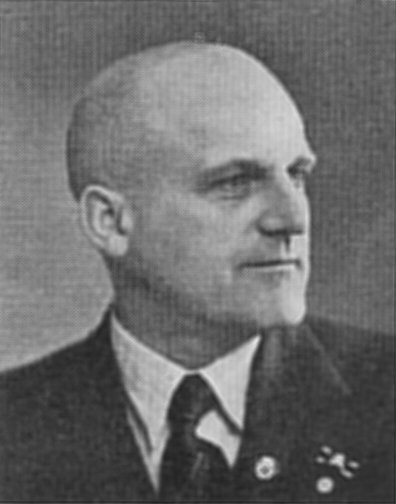
Jens Möller

- Jens Möller, Volksgruppenführer der Deutschen Minderheit in Dänemark von 1938 bis 1945[85]
  - Im Juli 1937 etablierte die vorgesetzte VoMi[86] Jens Möller von der 1935 gegründeten „Nationalsozialistischen Deutschen Arbeiterpartei Nordschleswig“ (NSDAP-N) zum Hauptansprechpartner des Reiches für die dortige Volkstumsarbeit.[87] Ab 1938 trat Jens Möller mit Unterstützung Berlins als unbestrittener „Volksgruppenführer“ hervor.[88] Möller erhoffte sich eine Grenzrevision mit dem Ziel einer Wiedervereinigung von Nordschleswig mit Schleswig-Holstein,[89] jedoch legten die reichsdeutschen Behörden seiner Manövrierfreiheit sehr enge Grenzen auf.[90] Im Dezember 1940 wurde Jens Möller in Berlin angewiesen „das Deutschtum in der Heimat zu befestigen“, wonach die „Volksgruppenführung“ ihr Hauptaugenmerk auf eine Stärkung der politischen Organisation und des kulturellen Lebens der Volksgruppe setzte.[91] 1943 richtete das dänische Staatsministerium ein behördliches Büro für die deutsche Volksgruppe ein.[86]
  - Jens Möller wurde nach Kriegsende 1945 im Lager in Fårhus interniert. Die „Rechtsabrechnung“ der Nachkriegszeit warf Möller vor, während der deutschen Besatzung für die deutschen Polizeibehörden in Dänemark gegen Dänen spioniert zu haben und aktiv an der Anwerbung junger Angehöriger der Minderheit als Rekruten für den Kriegsdienst aus Formationen wie dem „Zeitfreiwilligen-Korps“ oder dem „Selbstschutz“ beteiligt gewesen zu sein, und verurteilte ihn zu 12 Jahren Gefängnis.[92] 1951 kam er bei einem Verkehrsunfall ums Leben.[93]